# Umm al-Kuvajn (emirát)
Umm al-Kuvajn (arabsky أمّ القيوين) je jeden ze sedmi emirátů ve Spojených arabských emirátech. Nachází se na severu země. Jeho hlavním městem je stejnojmenné město Umm al-Kuvajn. V roce 2003 měl emirát 62 000 obyvatel, což z něj dělalo nejméně lidnatý emirát ve Spojených arabských emirátech. Jedná se o městský stát, nemající žádné exklávy.

## Správa emirátu
Emirát je absolutní monarchií, v jejímž čele stojí šejk Saud bin Rašid Al Mu'alla. Emirát se nečlení na žádné nižší správní celky. Přesto zde však podobně jako v dalších administrativně nečleněných emirátech (Dubaj a Rás al-Chajma) působí správní instituce zvaná „Obec Umm-al-Kuvain".

## Sídla na území emirátu
Vedle stejnojmenné metropole se na území emirátu nacházejí ještě osady Al Rafaah, Al Rashidiya, Falaj Al-Mu'alla a Kaber.

## Obyvatelstvo
Vývoj počtu obyvatel a hustoty zalidnění zachycuje tabulka:
| rok  | způsob  | počet obyvatel | hustota zalidnění |
| ---- | ------- | -------------- | ----------------- |
| 1980 | sčítání | 12 426         | 16,0              |
| 1985 | sčítání | 19 285         | 24,8              |
| 1995 | sčítání | 35 361         | 45,5              |
| 2005 | sčítání | 49 159         | 63,3              |
| 2010 | odhad   | 65 000         | 83,7              |

## Poštovní známky
Od roku 1964 vydával emirát poštovní známky označené "Umm al-Qiwain". Přes nevyjasněnou poštovní funkci některých emisí odborníci tyto známky do katalogů zařadili. Celkové množství vydaných známek je přibližně 600, přičemž se jednalo o typické obchodně filatelistické emise. Emise byly zoubkované i nezoubkované a často s nízkými náklady. Spolehlivé údaje o produkci chybí, což je odrazem vydávání známek prostřednictvím agentur. Známky vycházely do roku 1972.